# Swim Or Sink
Swim or Sink (en español: Nada o húndete), también conocido como S.O.S., es un corto de animación estadounidense de 1932, de la serie Talkartoons. Fue producido por los estudios Fleischer y distribuido por Paramount Pictures. En él aparecen Betty Boop, Bimbo y Koko el payaso.

## Argumento
Un barco en alta mar sufre un naufragio durante una fuerte tempestad. Betty Boop, Bimbo y Koko se salvan, y tras ser avistados por otra nave se creen a salvo, pero son recogidos por un barco pirata.

## Realización
Swim or Sink es la trigésima quinta entrega de la serie Talkartoons y fue estrenada el 11 de marzo de 1932.